# Víktor Sanéiev
Víktor Sanéiev (georgià: ვიქტორ სანეევი)  (Sukhumi, 3 d'octubre de 1945 - Sydney, 2 de gener de 2022) va ser un atleta georgià que dominà el final de la dècada del 1960 i la dècada del 1970 en el triple salt. És considerat un dels millors saltadors de triple de la història.

## Biografia
Va néixer el 3 d'octubre de 1945 a la ciutat de Sukhumi, població situada en aquells moments a la República Socialista Soviètica de Geòrgia (Unió Soviètica) i que avui dia forma part de la República de Geòrgia.
Fou guardonat amb l'Orde de la Bandera Roja del Treball (1969), l'Orde de Lenin (1972) i l'Orde de l'Amistat dels Pobles (1976).

## Carrera esportiva
Va participar, als 23 anys, en els Jocs Olímpics d'Estiu de 1968 celebrats a Ciutat de Mèxic (Mèxic), on va aconseguir guanyar la medalla d'or en la prova de triple salt per davant del brasiler Nelson Prudêncio i l'italià Giuseppe Gentile. Durant la realització de la prova olímpica, el 17 d'octubre d'aquell any, es trencà quatre vegades seguides el rècord mundial de l'especialitat, així Gentile l'establí en 17.22 metres, Saneyev en 17.23 metres, Prudêncio en 17.27 metres i finalment Saneyev en 17.39 metres. Aquest rècord fou vigent fins a l'agost de 1971 quan el cubà Pedro Pérez el fixà en 17.40 metres, si bé Saneyev el tornà a batre l'octubre de 1972 a la seva ciutat natal fixant-lo en 17.44 metres.
Sanéiev participà en els Jocs Olímpics d'Estiu de 1972 realitzats a Múnic (Alemanya Occidental) i en els Jocs Olímpics d'Estiu de 1976 realitzats a Mont-real (Canadà), on aconseguí guanyar sense problemes la medalla d'or, convertint-se en el primer atleta a aconseguir tres títols en aquesta disciplina. En els Jocs Olímpics d'Estiu de 1980 realitzats a Moscou (Unió Soviètica) intentà aconseguir el seu quart títol olímpic, intentant emular el discòbol nord-americà Al Oerter, si bé s'hagué de conformar amb la medalla de plata en veure's superat pel seu compatriota Jaak Uudmäe.
Al llarg de la seva carrera ha guanyat quatre medalles en el Campionat d'Europa d'atletisme, dues d'elles d'or; i set medalles en el Campionat d'Europa d'atletisme en pista coberta, sis d'elles d'or.